# Bisschoppelijk Seminarie Gent
Bisschoppelijk Seminarie Gent is een rooms-katholiek seminarie in Gent. Er is een bibliotheek van het bisdom, een bibliotheek van het grootseminarie en beide hebben ook nog eens een archief.

## Inleiding
Het idee van de seminaries stamt uit de 16e eeuw en was deel van de contrareformatie. De term stamt van de Engelse kardinaal Reginald Pole. Het Concilie van Trente (1543-1565) schreef de oprichting van seminaries in elk bisdom voor waar geestelijken tot het priesterschap werden gevormd.

## Drie locaties

### Geeraard de Duivelstraat
In 1569 werd er les gegeven in de Hiëronymietenschool in het Geeraard de Duivelsteen, dat onder bisschop Cornelius Jansen werd omgebouwd en plechtig ingewijd als seminarie.

### Biezekapelstraat

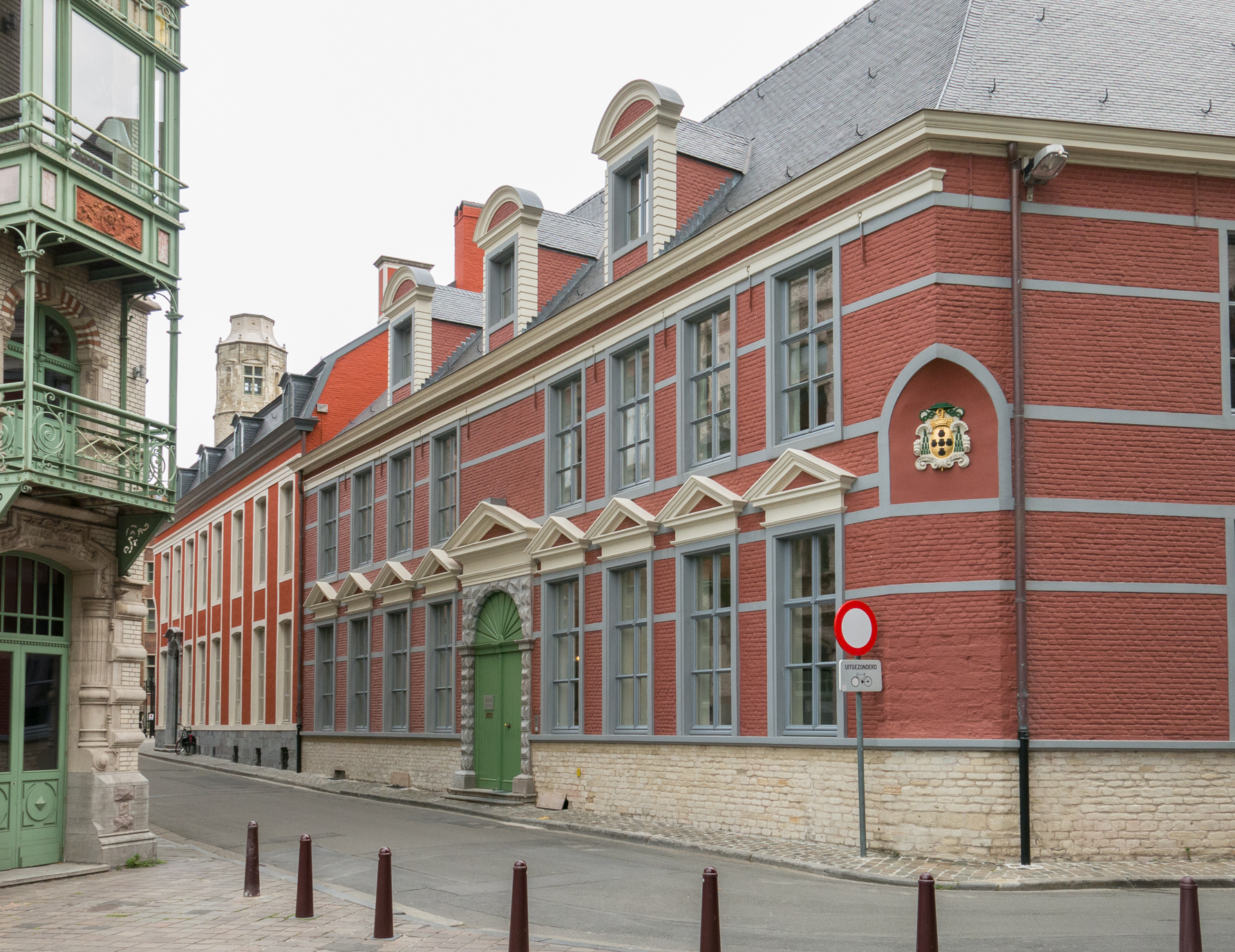
Biezekapelstraat

In 1624 besliste bisschop Antonius Triest om aan de noordkant van de kathedraal (Biezekapelstraat) een nieuw seminarie te bouwen waar voorheen het Hof ten Bieze had gestaan. De plannen ervan werden gemaakt door architect Pieter Huyssens.
Onder Maximiliaan Antoon van der Noot werden in de 18e eeuw drie vleugels bijgebouwd, vermoedelijk naar een ontwerp van architect David 't Kindt. Op het fronton van de noordvleugel is het wapenschild van bisschoppen van der Noot aangebracht.
In 1872 werd het seminarie voor een laatste maal uitgebreid.
In de Franse Tijd in België, tijdens de bezetting van Gent door de Franse troepen werd het seminarie gesloten van 1798 tot 1802.
In 1802 werd het seminarie door Etienne Fallot de Beaumont heropend en bleef het in gebruik als seminarie tot in 1905.
In 1925 werd het voor 99 jaar in erfpacht gegeven aan de Zusters van Liefde, die er de vrije basisschool Klein Bavo in vestigden.
In 2003 nam het bisdom het gebouw terug over en na een eerste restauratiefase doet het sinds 2015 dienst als Hoger Diocesaan Godsdienstinstituut voor de opleiding van kandidaat-godsdienstleerkrachten, kandidaat-diakens en -pastorale werk(st)ers.

### Aan de Reep

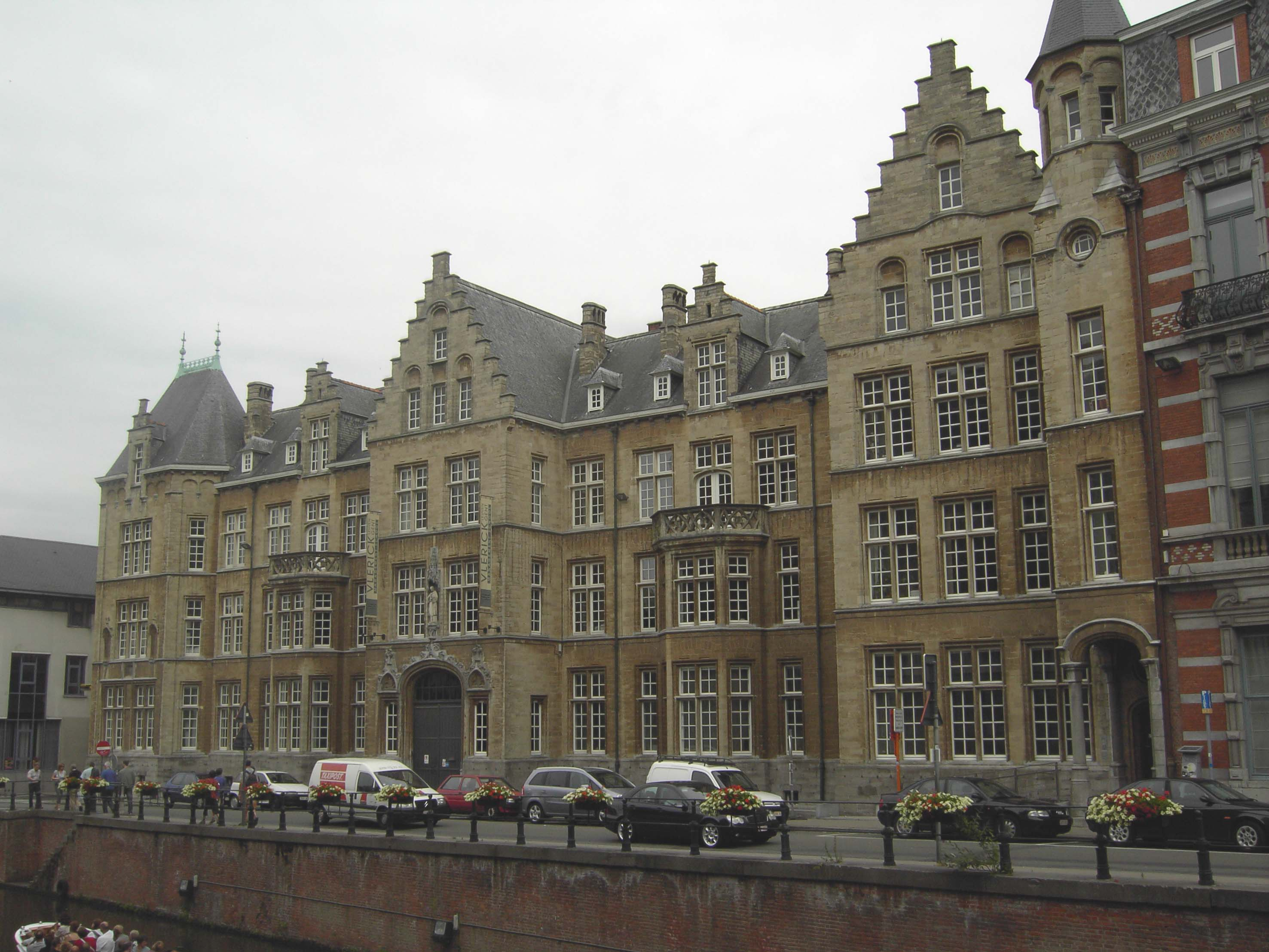
Aan de Reep

In 1905 besliste Antoon Stillemans een nieuw seminarie te bouwen aan de Reep, tegenover het Geeraard de Duivelsteen, waar eens de wieg van het Gentse seminarie stond.
In 1914 was het gebouw, naar ontwerp van architecten A. Lemeire, Armand Robert Janssens, Oscar Bernaert, en Stephan Mortier klaar maar werd door de Duitsers ingenomen als kazerne. De Gentenaars spraken over de Hooizolderkazerne, verwijzend naar de familienaam van de Duitse keizer Wilhelm II, Hohenzollern.
Van 1918 tot 1925 werd het gebouw zelfs even de Albertkazerne van het Belgisch leger.
Vanaf 1927 werd het een seminarie en dit tot 2002.
Na restauratie kwam het in gebruik door de Vlerick Business School.

## Opheffing
De hoofdoorzaak van de opheffing was een dalend aantal seminaristen en het samengaan van de opleiding met andere bisdommen. Hierdoor was het gebouw op de Reep niet langer houdbaar.
Sinds september 2006 organiseren de bisdommen Antwerpen, Gent, Hasselt en Mechelen-Brussel gezamenlijk een priesteropleiding in het Johannes XXIII-seminarie te Leuven.

## Bestuur
Het bestuur werd waargenomen door een president, meestal een kanunnik van het Sint-Baafskapittel
- Maurits De Baets, kanunnik en monseigneur
- Jozef Delmotte, kanunnik
- Antoon Stillemans, bisschop van Gent
- Jozef De Kesel, prefect en leraar, nadien bisschop van Brugge, aartsbisschop van Mechelen-Brussel en kardinaal.
- Leo De Kesel, president van het seminarie

## Oud-leraren
- Adolphe Hebbelynck, monseigneur
- Gert Poelman, kanunnik
- Peter Schmidt, kanunnik

## Oud-leerlingen
- Adolf Daens, geschorste pastoor
- Maurits De Baets, monseigneur
- Lucien De Bruyne, monseigneur en archeoloog
- Raymond De Groote, kanunnik en superior
- Henry Gabriëls, geboren in Wannegem-Lede, hoogleraar en bisschop van Ogdensburg, New York (1838 - 1921)
- Oscar Joliet, hulpbisschop
- Gustaaf Joos, kardinaal
- Edward Poppe, zalig verklaard priester
- Oscar Schelfhout, monseigneur en vicaris-generaal
- Peter Schmidt, kanunnik
- Antoon Stillemans, bisschop van Gent
- Pierre-Louis Stillemans, kanunnik
- Eugène Van Rechem, hulpbisschop